# Международный институт холода
Международный институт холода (англ. International Institute of Refrigeration) — международная межправительственная организация, созданная с целью  широкого обмена опытом, научными достижениями и информацией в области искусственного охлаждения. Штаб-квартира организации находится в Париже.

## История
Данная организация была создана в 1908 году на первом международном конгрессе по холоду и первоначально называлась Международная ассоциация по холоду. В 1920 году ассоциация была переименована в Международный институт холода. 31 мая 1937 года в деятельность организации были внесены изменения.
В настоящее время Деятельность Международного института холода осуществляется в соответствии с Международной конвенцией «О Международном институте холода», принятой в Париже 1 декабря 1954 года, которая заменила Конвенцию от 21 июня 1920 г. с внесенными в неё 31 мая 1937 г. изменениями.

## Цели и задачи
Главной задачей Международного института холода является распространение знаний о технологии охлаждения и связанных с ней других технологиях, которые улучшают качество жизни в интересах устойчивого и эффективного развития. Основные сферы деятельности, в которых рассматриваются технологии искусственного охлаждения, включают:
- обеспечение качества и безопасности потребления продуктов питания от производителя до потребителя;
- обеспечение комфорта в домах и общественных зданиях;
- товары для здоровья и услуг;
- низкотемпературная техника и технологии сжиженного газа;
- энергоэффективность;
- использование не разрушающих озон хладоагентов, обеспечивающих безопасность их применения.

## Структура организации
В организацию входят  60 стран, в том числе Австралия, Австрия, Алжир, Бельгия, Болгария, Великобритания, Венгрия, Германия, Греция, Дания, Исландия, Испания, Италия, Камерун, Китай, Корея, Марокко, Нидерланды, Новая Зеландия, Норвегия, Польша, Румыния, Сербия, Словакия, США, Турция, Финляндия, Франция, Хорватия, Швейцария, Швеция, Чехия, Япония и другие страны. Россия является участницей с самого первого конгресса по холоду.
Предусмотрено также индивидуальное членство (3 категории private members) и корпоративное (2 категории для предприятий, организаций, ассоциаций).
В соответствии с решением Генеральной конференции, состоявшейся в 2007 году в Пекине (КНР), в составе МИХ действуют 10 научно-технических комиссий: 
1. А1 – криофизика, криогеника;
2. А2 – сжижение и разделение газов;
3. В1 – термодинамика и процессы теплопереноса;
4. В2 – холодильное машиностроение;
5. С1 – криобиология, криомедицина;
6. С2 – пищевая наука и технология;
7. Д1 – холодильное хранение;
8. Д2 – холодильный транспорт;
9. Е1 – кондиционирование воздуха;
10. Е2 – тепловые насосы и регенерация тепла.